# بلاك تايجر
بلاك تايجر (و. 1972  م) هو مغني سويسري، ولد في بازل.

## روابط خارجية
- بلاك تايجر على موقع ميوزك برينز (الإنجليزية)
- بلاك تايجر على موقع ديسكوغز (الإنجليزية)